# Geschichte Pamplonas
Die wechselvolle Geschichte Pamplonas reicht bis in die Zeit der Römischen Republik zurück und geht wahrscheinlich noch darüber hinaus. Pamplona, die Hauptstadt Navarras, liegt an den westlichen Pyrenäen und besitzt heute eine hohe Lebensqualität.

## Überblick
In dem von Bergen umgebenen Becken von Pamplona hat es wahrscheinlich schon in Vorzeiten Ansiedlungen gegeben. Dies bekunden Steinwerkzeuge, deren Alter auf 75.000 Jahre geschätzt wird. Archäologen haben sie auf den Terrassen des Rio Arga gefunden. Die heutige Stadt dürfte auf dem Gebiet einer Vasconen-Siedlung liegen, die mutmaßlich im ersten Jahrtausend v. Chr. entstand.
74 v. Chr. wurde die römische Stadt von Pompeius als Pompeiopolis an Stelle einer einheimischen Siedlung neu gegründet. Noch zu seinen Lebzeiten verballhornte der Name zu Pompaelo. Die Stadt diente der Absicherung des Pyrenäenüberganges von Roncesvalles.
Pamplona wurde im Lauf seiner Geschichte mehrmals zerstört:
- 466 von den Westgoten,
- 542 von Franken,
- 778 durch Karl den Großen auf seinem Rückzug von Zaragoza/Saragossa, weil er keine befestigte Stadt im Rücken wollte,
- 924 durch Abd ar-Rahman III. und schließlich im Jahre
- 1521 während des Französisch-Spanischen Krieges durch Truppen Franz I.

Ihre Lage am Jakobsweg aus Frankreich verschaffte der Hauptstadt des Königreichs Navarra einen Aufschwung im 11. Jahrhundert. Mit der Aufteilung Navarras kam die Stadt letztendlich zu Spanien.

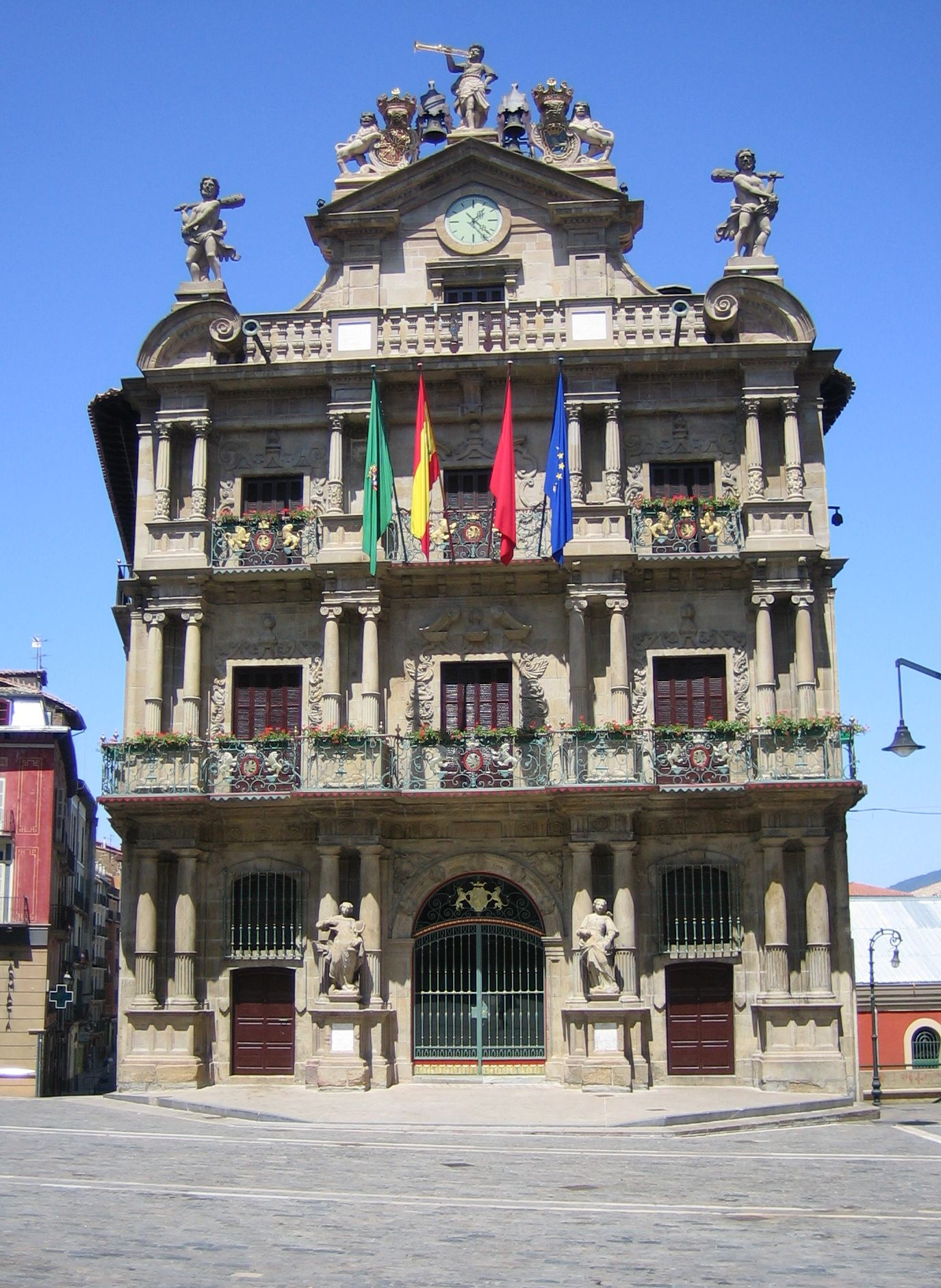
Rathaus von Pamplona (erbaut 1753–1759)

Nach der Eroberung des Landes und seiner Eingliederung in Kastilien 1512–1515, wurde Pamplona einer der Vorposten der spanischen Krone an der französischen Grenze. Sein Auftrag über 300 Jahre hinweg war, die Grenze gegen eine mögliche Invasion aus Frankreich abzusichern. Befestigungen und Mauern waren ein lebenswichtiges System der Verteidigung, das aber gleichzeitig verhinderte, dass sich die Stadt ausdehnen konnte. Die Zitadelle und die Ummauerung verliehen im 16. bis 18. Jahrhundert Pamplona unverkennbar das Gepräge einer Festungsstadt. Seinen Status als Festung behielt der Ort bis in die Anfangsjahre des 20. Jahrhunderts hinein.
Ab 1750 begann die Modernisierung der städtischen Infrastruktur. Ein neues Rathaus, Abwasserkanäle, ein Wasserversorgungssystem, Brunnen, eine neoklassische Fassade für die Kathedrale sind die augenfälligsten Merkmale eines urbanen Aufbruchs, der auch während der napoleonischen Invasion ab 1808 anhielt und erst mit dem Spanischen Unabhängigkeitskrieg 1813 endete. Napoleons Truppen waren die einzigen, die jemals die Zitadelle einnahmen, sogar noch ohne Blutvergießen.
Während der Carlistenkriege (1833, 1872) stützte Pamplona die Monarchie Isabellas, im Gegensatz zum dörflich geprägten Navarra, das zugunsten des Thronbewerbers Don Carlos kämpfte. Im 20. Jahrhundert fielen die militärisch begründeten Fesseln eines Bauverbots und die Stadt konnte sich erweitern.

## Römische Zeit
Im Winter der Jahre 75–74 v. Chr. diente die Örtlichkeit im Krieg gegen Sertorius als Lager für den römischen Feldherrn Pompeius. Er wird als der Gründer von Pompaelo, auch Pompelo, betrachtet, im Namen gleichbedeutend mit Pompeiopolis, woraus schließlich Pamplona wurde. Es wird angenommen, dass es die Hauptstadt der Vasconen – eines iberischen Stammes, aus dem die heutigen Basken hervorgegangen sind – war, welche diese Iruña („die Stadt“) nannten.
Das römische Pompaelo lag in der Provinz Hispania Tarraconensis, an der Straße von Asturica (dem heutigen Astorga) nach Burdigala (dem heutigen Bordeaux), und es war eine civitas stipendiaria unter der Jurisdiktion des conventus (Gerichtssprengel) von Caesaraugusta (dem heutigen Saragossa). Obgleich Pamplona kaum als eine der hervorragenden Städte des römischen Hispania betrachtet werden kann, haben neue archäologische Ausgrabungen einen ziemlich hohen Entwicklungsgrad aufgedeckt. Im Jahre 276 wurde die römische Stadt von eingedrungenen Barbaren zerstört.

## Nachrömische Ära
Nach dem Fall des römischen Reiches und während der Westgotenzeit vom vierten bis achten Jahrhundert, blieben die Vasconen unabhängig, obwohl es wahrscheinlich ist, dass die befestigte Stadt Pamplona von den Westgoten – möglicherweise nur zeitweise – beherrscht wurde. Es ist auch bekannt, dass einige pamplonesische Bischöfe bei den Konzilen von Toledo erschienen sind. Ab 409 nahmen die Westgoten auf die Geschicke Pamplonas Einfluss. Es wurde von Franken unter Childebert I. im Jahr 542 erobert.
Anfänge der Diözese reichen ins fünfte Jahrhundert. Seit dem sechsten Jahrhundert Bischofssitz, wurde Pamplona zum Zentrum der baskischen Christianisierung.
Während des achten Jahrhunderts beherrschten Mauren und Franken mit Unterbrechungen die Stadt. Die bekannteste Episode dieser dunklen Periode war die Zerstörung der Stadtmauern, die Karl der Große nach seinem gescheiterten Feldzug nach Saragossa 778 veranlasste. Er wurde hinterher in der berühmten Schlacht von Roncesvalles besiegt. Im Jahr 781 eroberte Abd ar-Rahman I. mit seinem Heer die Stadt zurück.

## Königreich Pamplona
Im weiteren Verlauf gewannen adlige Clans genügend Autonomie, um das Königreich von Pamplona zu bilden, dessen Name ein Tribut an den symbolischen Wert der Stadt war, sowohl in politischer und wie in religiöser Beziehung.
Während des späten achten Jahrhunderts lavierte Pamplona mit seinem Gebiet zwischen zwei mächtigen Staaten, war aber nicht imstande, seine Herrschaft über die baskische Region dauerhaft zu sichern. Dieser Wechsel spiegelte sich auch in internen Kämpfen der baskischen Ritterschaft wider. Schließlich wurde 824 Iñigo Arista zum König in Pamplona gekrönt. Er herrschte von 816 bis 851 im christlichen Pamplona.
Dieses Königreich stärkte seine Unabhängigkeit vom geschwächten Frankenreich und dem Kalifat von Córdoba. Während dieser Periode war Pamplona eigentlich keine Stadt, sondern mehr eine Art Festung. Im Jahr 817 verbündeten sich hier die Basken mit den Mauren gegen die Franken, was zum Sturz des fränkischen Grafen Berà in Barcelona beitrug.
905 begründete König Sancho I. Garcés die erbliche Monarchie von Pamplona, die später auch als Königreich Navarra bekannt wurde. Der Ort war Hauptstadt des Königreiches. Nach der Zerstörung unter Abd ar-Rahman III. im Jahr 924 wurde Pamplona zum Landflecken.
Etwa dreihundert Jahre lang war eigentlicher Herrscher in der Hauptstadt nicht der König, sondern eher der Bischof. Dies war das Ergebnis einer Schenkung durch Sancho II. Garcés als Zeichen seiner Dankbarkeit gegenüber Gott beim Kampf gegen die Mauren. Ihr Inhalt wurde von den nachfolgenden Monarchen respektiert.
Zwischen 1000 und 1035 erreichte das Königreich Pamplona unter König Sancho dem Großen (Sancho el mayor), dem „König aller Basken“, den Höhepunkt seiner Macht, bevor es nach dem Tod des Regenten unter seinen Söhnen geteilt wurde. 1076 löste sich das Königreich auf; Gipuzkoa, Álava und Bizkaia fielen an Kastilien, das Kerngebiet Navarras an Aragonien. Nach dem Tod des kinderlosen aragonesischen Königs Alfons I. im Jahre 1134 wurde das Königreich Navarra erneut unabhängig, auch Gipuzkoa, Alava und Bizkaia gerieten wieder unter navarresischen Einfluss.

## Im Mittelalter
Vom elften Jahrhundert an ließ die wiederbelebte ökonomische Entwicklung Pamplonas städtisches Leben erblühen. Das Wachstum der Stadt setzte ein, als das Grab des Heiligen Apostels Jakob in Santiago de Compostela aufgefunden worden war. Aus ganz Europa machten sich Gläubige auf, diesen Ort zu besuchen und das am Weg gelegene Pamplona zog als Durchreisestation seinen Nutzen aus dem Pilgerstrom.
Die Bischöfe von Pamplona gewannen ihre kirchlich führende Rolle zurück, während in den vorhergehenden Jahrhunderten abgeschiedene Klöster, besonders das Kloster San Salvador de Leyre, wirklichen Einfluss auf die religiöse Macht hatten. Pilger auf dem Jakobsweg nach Santiago de Compostela haben viel beigetragen, um den kommerziellen und kulturellen Austausch mit dem christlichen Europa über die Pyrenäen hinweg wieder zu beleben.

Das Königreich Navarra unter Sancho III. im Jahre 1030 (gelb)

Einen großen Aufschwung nahm Pamplona unter König Sancho III. el Mayor, aus dessen Politik der Öffnung des Landes und der Förderung der Pilgerei die Frankenviertel San Nicolas und San Cernin entstanden. Zwecks Förderung der Ansiedlung vergab er verschiedene Sonderrechte, die Fueros. Die Bevölkerung alteingesessener Navarresen schwoll um französische Kaufleute und Handwerker an. Die Neuankömmlinge zogen indessen nicht in die Navarrería zu, sondern errichteten sich Häuser auf den Terrassen über dem Rio Arga.
Am Ende des 11. Jahrhunderts unternahmen auch die aragonesischen Monarchen Navarras (Sancho Ramírez, Pedro I., Alfonso I.) enorme Anstrengungen zur Rückeroberung und Wiederbesiedlung des Landes. Die Ankunft ins Land geholter Franken oder so genannter „burgueses“ (Emigranten, die sich dem Handel und Kunstfertigkeiten widmeten) bedeutete, dass der Bischofssitz nicht mehr nur ein riesiges Dorf mit einer Kathedrale war. Es entwickelten sich interne Spannungen.
Schon vor dem Jahr 1100 siedelten sich Einwanderer aus dem Midi, fromme Anhänger des Heiligen Saturnin von Toulouse, dem sie ihre Kirche und den Namen des neuen Bezirkes weihten, westlich der alten Stadt an. San Cernin wurde geboren. Diese Einwohner sonderten sich von den alteingesessenen Navarresen ab und die Privilegien, die sie vom König im Jahr 1129 empfingen, verbreiterten den Abstand zwischen ihnen weiter.
Im Jahr 1129 erkannte Alfonso I. das Gebilde als neue Siedlung „Burgo de San Cernin“ an, dessen rechtlicher Status ein anderer als jener der Navarrería war. „Burgo“ war aus dem französischen „bourg“ abgeleitet und bedeutet „Flecken“ oder „Siedlung“. Der ursprünglich nur auf San Cernin gemünzte Name, bürgerte sich bald auch für die beiden anderen Gemeinwesen des alten Pamplona und in der Geschichtsschreibung ein. Mitte des 12. Jahrhunderts war bereits ein weiterer Siedlungskern, der San Cernin südlich benachbarte Flecken San Nicolás, entstanden.
Ungeachtet der Zwistigkeiten wurde der Palast der Könige von Navarra zu Zeiten von Sancho VI. el Sabio (1150–1194) erbaut.

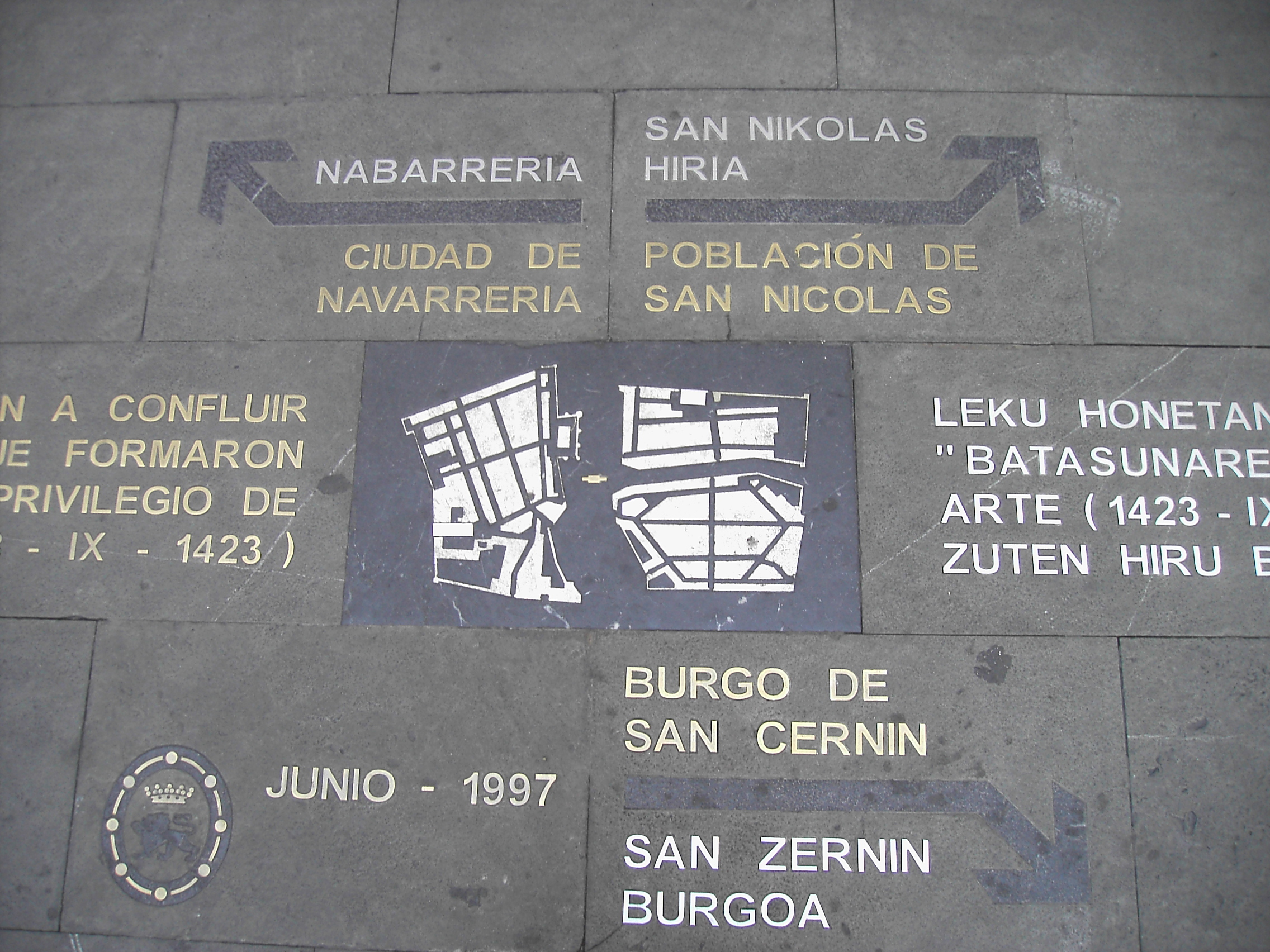
Die Lage der drei Burgos (Erinnerungstafel vor dem Rathaus)

Die Siedlung von San Nicolás wurde um eine neue Gemeindekirche gegründet, bevölkert von neuen Immigranten. Der Ort Navarrería, in dem die navarros lebten, erhielt sein Privileg der Franken und den Annex von San Miguel im Jahr 1189. Der Adel, in Navarrería wohnend und vom Bischof unterstützt, setzte auf das Bündnis mit Kastilien, während jene, die in San Cernin und in San Nicolás lebten, die französische Lösung bevorzugten.
Die Privilegien für die neuen Ansiedlungen entfachten den Neid der Basken in der Navarrería, dem Ur-Pamplona. Die Beziehungen der drei „Burgos“ waren permanent belastet, mehrmals griffen die Bewohner zu den Waffen und führten Krieg gegen die anderen. Jedes Burgos baute Mauern zur Verteidigung des Ortes und machte seine jeweilige Kirche zur Fluchtburg. Die dramatischste Episode war die Zerstörung der Navarrería durch die anderen zwei Orte und das Massaker an seiner Bevölkerung am 3. September 1276. Auch die romanische Kathedrale mit ihrem Kreuzgang verschonte der Hass nicht. Der alte Ort blieb fast fünf Jahrzehnte lang verlassen.
Nach dem Tod König Heinrichs I. des Dicken im Juli 1274 brachen Unruhen in Navarra aus. Den Kämpfen um die Regentschaft ging die Witwe Blanche d’Artois durch Flucht nach Frankreich aus dem Weg. König Philipp III. beauftragte seinen Vetter Robert II. d’Artois mit der Wiederherstellung des Friedens im Nachbarland. Robert belagerte und eroberte Pamplona und stellte die Autorität der Königin, seiner Schwester, wieder her.
König Luis el Hutín sorgte im Jahre 1308 für den Bau einer Burg, einem Verteidigungszentrum der von wehrhaften Mauern umgebenen Stadtteile, an der Ostseite der heutigen Plaza del Castillo.

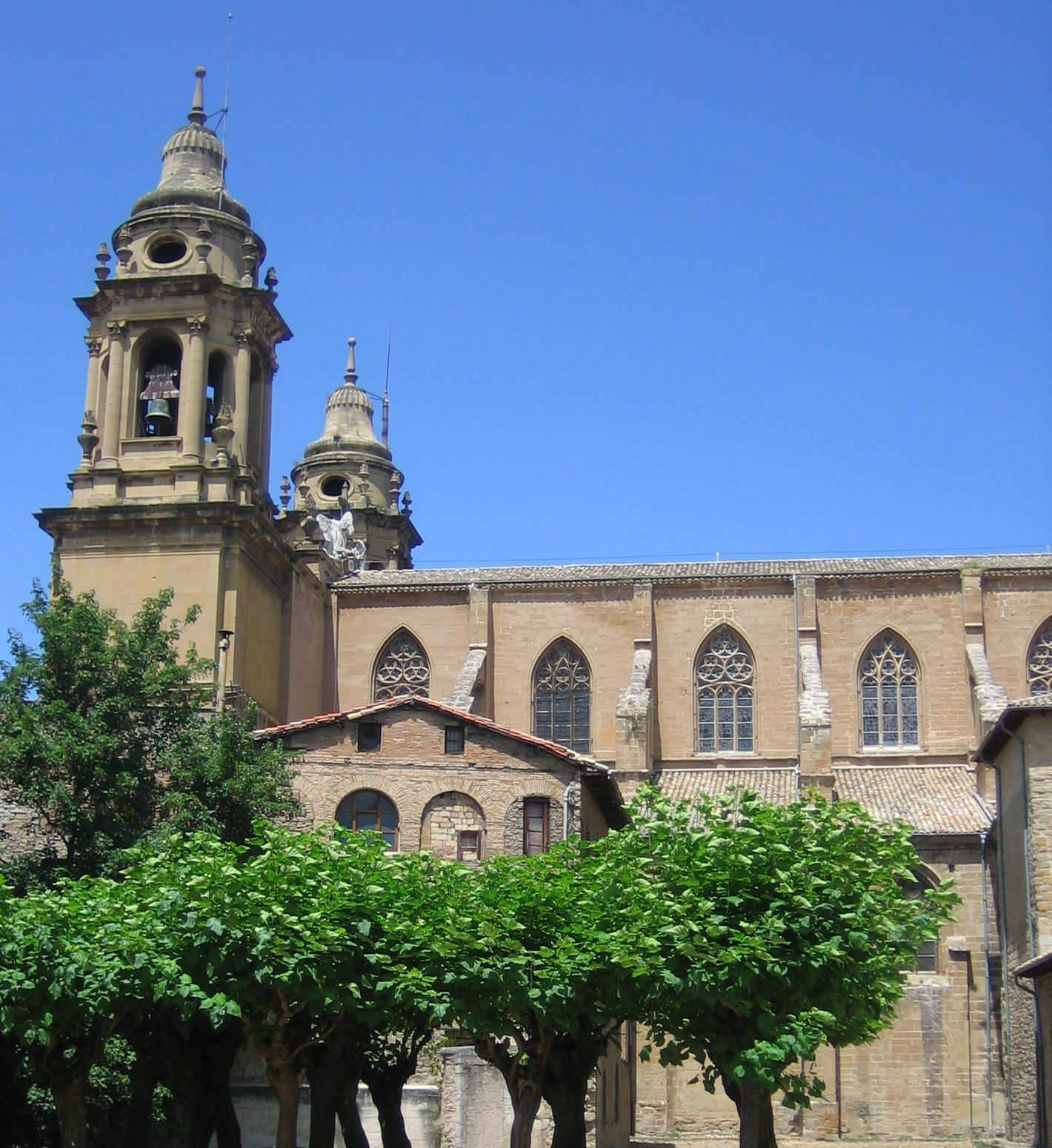
Kathedrale Santa Maria La Real

Die gotische Kathedrale Santa Maria La Real mit ihren Türmen wurde beim Wiederaufbau zum Wahrzeichen Pamplonas. Ein ursprünglich romanischer Bau aus dem 12. Jahrhundert war der Vernichtung der Navarrería anheimgefallen. Erhalten gebliebene Kapitellreste bewahrt das Museum von Navarra auf. Im heutigen Gotteshaus stammt die Kapelle des Heiligen Jesus Christus aus dieser früheren Periode. 1394 begann man die gotische Kathedrale zu errichten und in knapp achtzig Jahren, anno 1472, war das Bauwerk vollendet.
König Karl III. von Navarra ordnete mit dem „Privilegio de la Unión“ die Vereinigung der Städte zu einer einzigen Stadt am 8. September 1423 an. Die Einheit und Gleichheit der Bürger deklarierte er darin. Danach erfolgte der Abriss der Mauern zwischen den drei Siedlungen und eine neue einheitliche Stadtmauer wurde gebaut. Der Aufbau von Befestigungen innerhalb der Stadt war verboten.
Das erste Rathaus („Casa de la Jurería“) wurde am heutigen Standort hochgezogen, weil dort alle drei Siedlungen aufeinandertrafen.
In den Jahren 1187 und 1500 wurden Reliquien des Schutzpatrons  Firmin nach Pamplona überführt.

## Eingliederung in Kastilien und Spanien
Im Jahr 1512 wurde Südnavarra (auch Obernavarra genannt) vom Königreich Kastilien einverleibt, blieb aber darin ein autonomes Königreich mit eigenen Institutionen und Gesetzen, zuerst regiert durch den jeweiligen Herrscher Kastiliens und später durch den jeweiligen König Spaniens. Nordnavarra (auch Niedernavarra genannt), der historische Verwaltungsbezirk „Ultrapuertos“, wurde von Frankreich besetzt und ihm später eingegliedert.
Die Annexion geschah zur Zeit der Königin Katharina von Navarra und wurzelte in Thronstreitigkeiten. Ihre Herrschaft war von ihrem Onkel Johann von Foix, welcher Vizegraf von Narbonne war, angefochten worden. Er konnte sich aber nicht durchsetzen. Ein von ihm ausgelöster Krieg dauerte bis 1497 und endete mit einem Friedensschluss zu Gunsten Katharinas, bei dem Johann seine Ansprüche aufgeben musste. Er starb 1500. Im Jahr 1505 heiratete Ferdinand II., der König von Aragón, Johanns Tochter Germaine de Foix. Nachdem Johanns einziger Sohn, Gaston de Foix, der Herzog von Nemours, am 11. April 1512 in der Schlacht bei Ravenna gefallen war, ließ Ferdinand II. durch Fadrique Álvarez de Toledo, 2. Herzog von Alba, erst Pamplona (am 25. Juli) und dann ganz Obernavarra besetzen. Da Papst Julius II. die Usurpation sanktionierte und die navarresischen Cortes 1513 ihr zustimmten, blieb Südnavarra kastilisch.
Kastiliens König Ferdinand dem Katholischen wurde nach der Annektierung im Jahr 1512 von seinen Militärberatern empfohlen, die militärische Infrastruktur Pamplonas komplett zu erneuern. Die Festungsanlagen der Stadt dienten zum einen der Vorkehrung gegen mögliche Interventionen aus Frankreich, weil sich zum nördlichen Nachbarn allenthalben Konflikte einstellten. Zum anderen waren die bisherigen Monarchen Navarras, Katharina und ihr Mann Jean d’Albret, in das Nachbarland ausgewichen und versuchten, ihr früheres Besitztum zurückzuerlangen. Es entstand daher in dieser Zeit eine neue Burg in Pamplona.

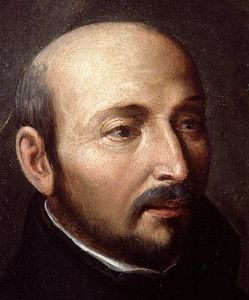
Ignatius von Loyola

Im Rahmen der Belagerung 1521 fiel der mit den kastilischen Truppen kämpfende baskische Offizier Íñigo López de Loyola durch unnachgiebigen Durchhaltewillen trotz militärisch aussichtsloser Lage auf. Beim anschließenden Beschuss seiner Bastion wurde er lebensgefährlich verletzt. Er entschloss sich während der langen Genesungszeit zu einer radikalen Änderung seines Lebens und gründete die Gesellschaft Jesu. Die „Basilica de S. Ignacio“ gedenkt der Stelle, an der Ignatius von Loyola verwundet wurde, als man den Ort gegen Heinrich II., den Grafen von Foix, 1521 verteidigte.
Im Jahr 1651 begann die Bebauung der Plaza del Castillo, die sich bis ins 18. Jahrhundert hinein erstreckte. Der Name erinnert an die vordem in seiner Ostseite gelegene Burg Luis el Hutíns. Auf dem zentral gelegenen Platz fanden Turniere und auch Stierkämpfe statt. 1405 veranstaltete König Karl III. von Navarra hier eine Serie von Lanzenwettbewerben und Turnieren anlässlich der Heirat seiner Tochter Beatriz mit dem Prinzen Jacques con Borbón, Comte de la Marche. Ein Stierkampfspektakel ist erstmals im Jahr 1385 auf der Plaza del Castillo erwähnt. Diese Wettkämpfe wiederholten sich bis ins 19. Jahrhundert hinein, als eine separate Stierkampfarena entstand. Letztmals wurde auf der Plaza im Jahr 1844 ein Stierkampf präsentiert.

### Befestigungsanlagen
In der Regierungszeit Karls I. wurden Mittel für die Erneuerung des Mauerrings um die Stadt bereitgestellt. Es wurde verboten, in einer bestimmten außerhalb der Mauern gelegenen Zone zu bauen.
Die Zitadelle im Südwesten der Stadt wurde auf Anordnung von König Philipp II. ab 1571 wieder aufgebaut; die vorher dort stehende Burg aus der Zeit Ferdinands genügte den militärischen Anforderungen dieser Zeit nicht mehr. Fortschritt in der Kriegstechnik hatte zu Kanonen mit größerer Reichweite geführt. Pamplona wurde definitiv zur Festung am Rand der Pyrenäen.

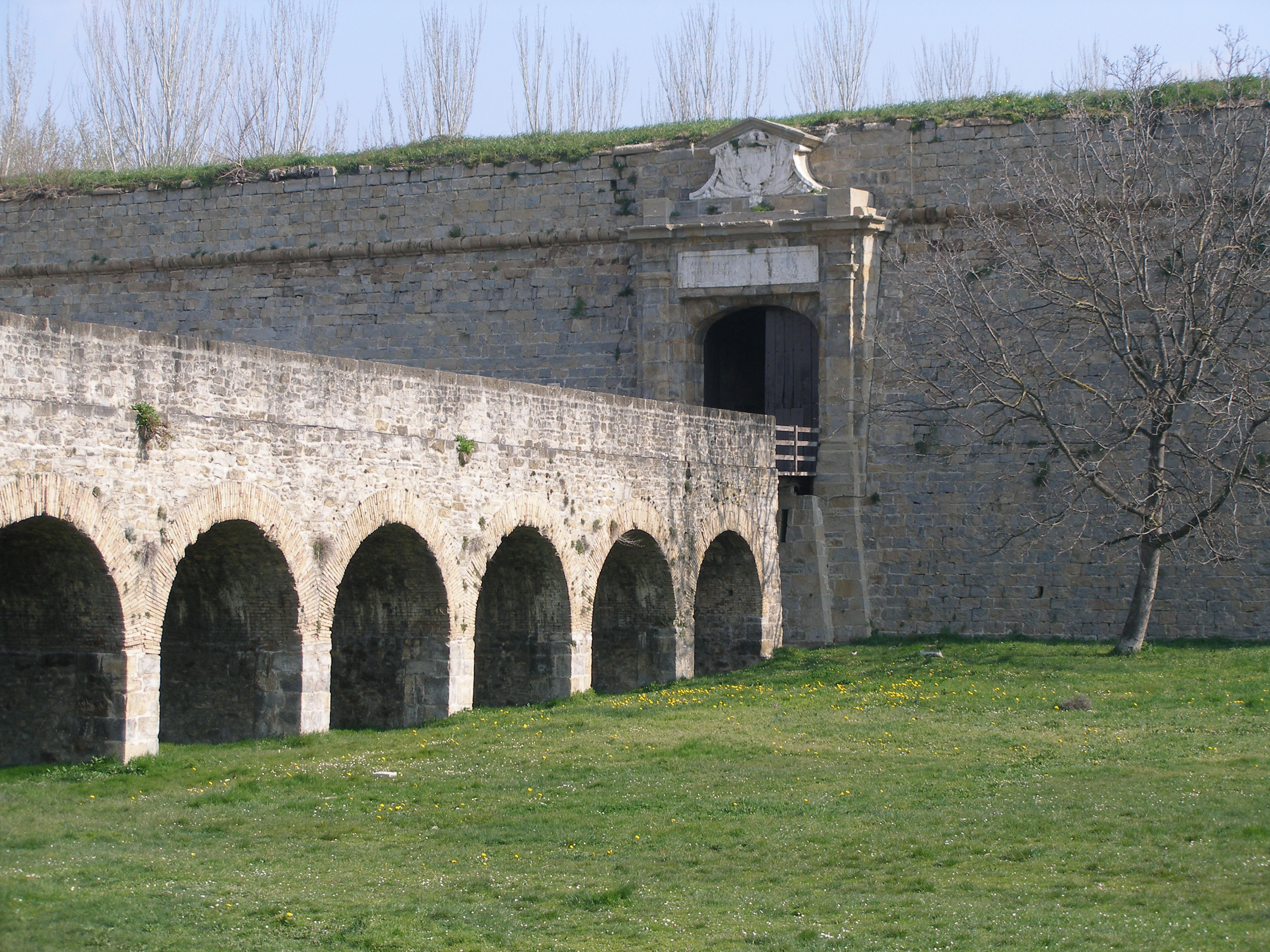
Eingang zur Zitadelle

Den Auftrag zum Bau der Zitadelle erhielt der Militäringenieur Giacomo Palearo, bekannt als Fratín, der auch an der Modernisierung der Burg Santa Bárbara in Valencia und der Burg Santa Cruz in A Coruña mitgewirkt hatte. Für den Plan stand das Festungsbauwerk von Antwerpen Pate, das der Ingenieur Francesco Paciotto konzipiert hatte. Die Bastionen der an einem regelmäßigen Fünfeck orientierten Verteidigungsanlage erhielten die Namen San Felipe el Real, Santa María, Santiago, San Antón und la Victoria. Die letzten zwei fielen 1888 der ersten Stadterweiterung zum Opfer. Dem Bauwerk wurden später weitere fünf Lünetten hinzugefügt. Als der Bau der Zitadelle 1646 abgeschlossen war, besuchte König Philipp IV. Pamplona.
Innerhalb der Zitadelle wurden laufend Verbesserungen ausgeführt. So kamen unter anderem hinzu 1694 ein vom Ingenieur Hércules Torelli entworfenes Pulvermagazin, ein Waffensaal, 1725 ein Artilleriearsenal nach einem Entwurf des Ingenieurs Jorge Próspero Verboom, der Ofen, ein Lebensmittellager, ein Weinkeller und von Ignacio de Sala erdachte bombensichere Gewölbe zum Schutz des Zitadellenzugangs. Das Bauwerk war insgesamt derart gestaltet, dass es niemals mit Waffengewalt eingenommen wurde.

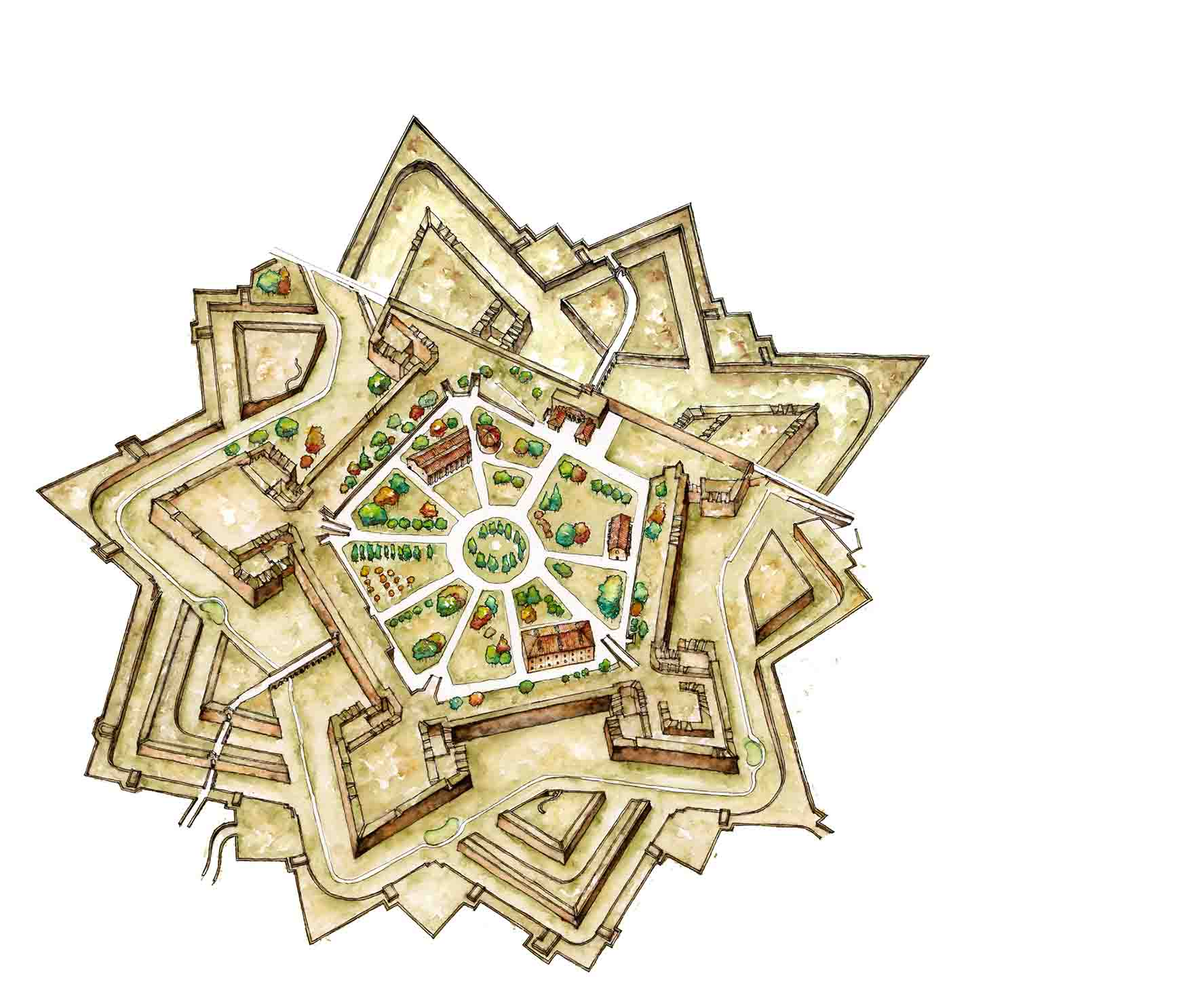
Cuidadela de Pamplona
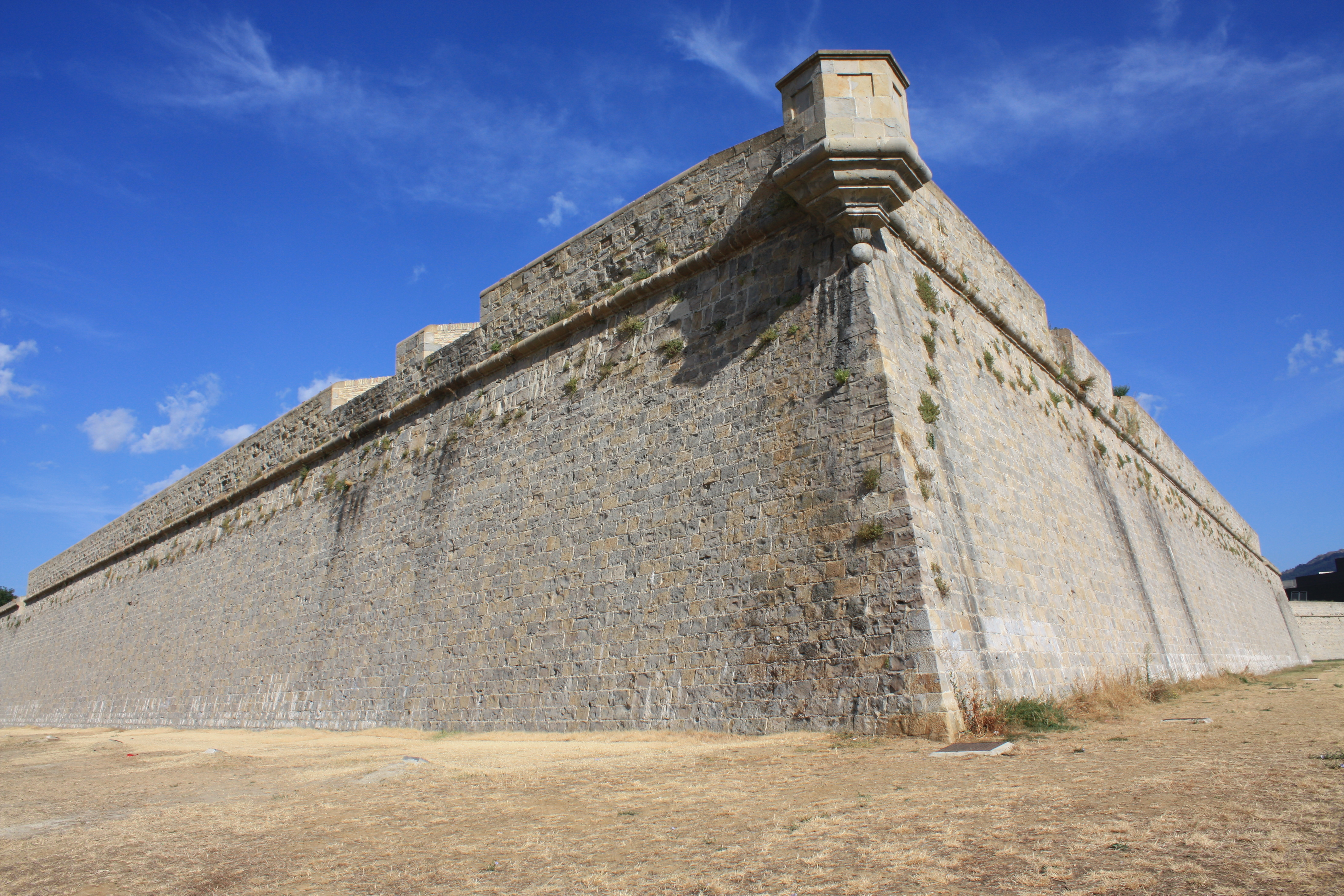
Ciudadela, Pamplona
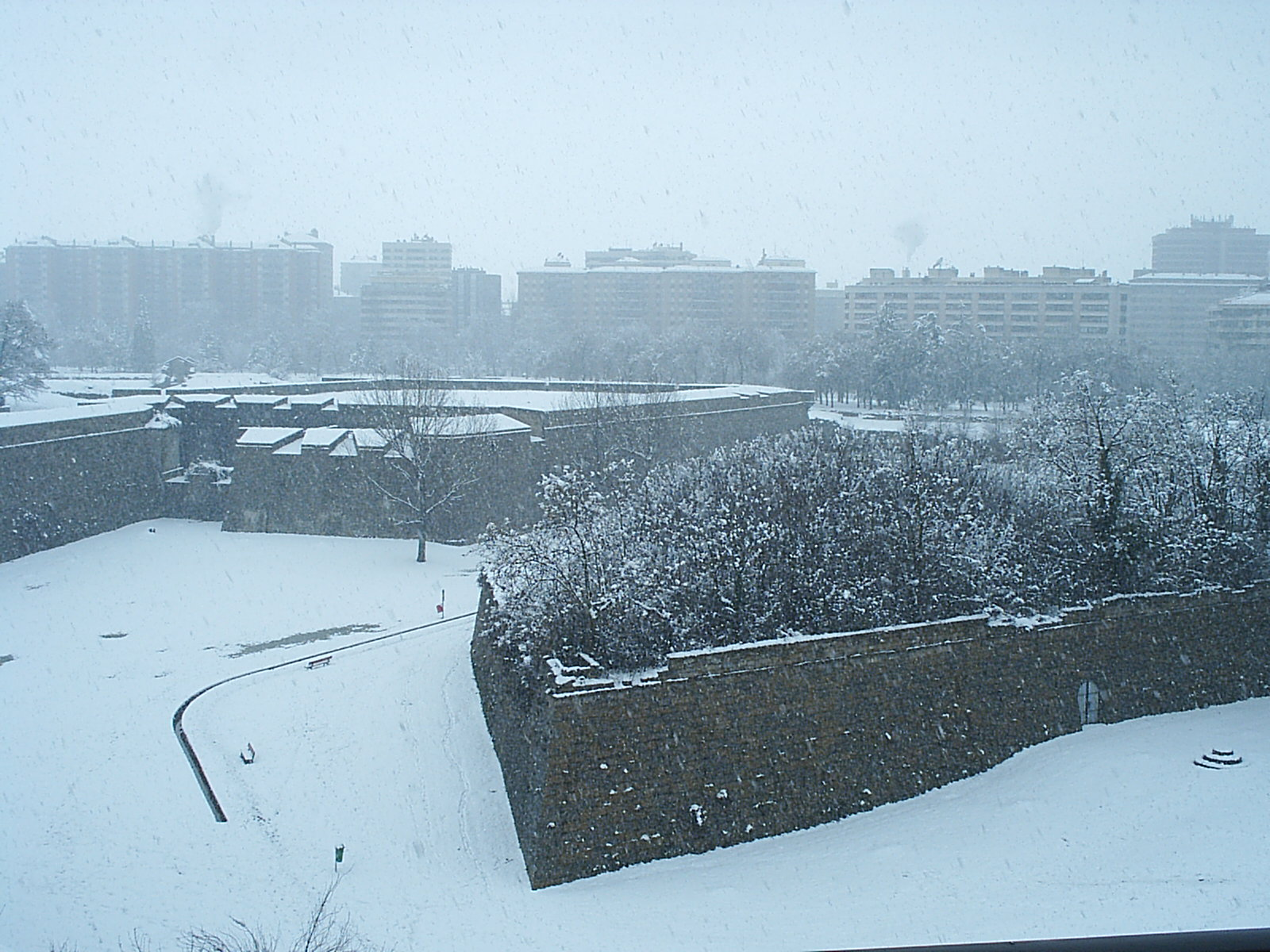
Ciudadela Pamplona invierno

## Neuer Aufschwung im 18. Jahrhundert
Am Anfang des 18. Jahrhunderts war die Gesellschaft in der Stadt traditionell strukturiert. Ein Gutteil der Bürger gehörte zur Aristokratie und zum Klerus, fast ein Viertel bearbeitete das Land und ein Drittel der Bevölkerung waren kleine Handwerker. Industrielle Produktionen gab es in einer Tuchfabrik, einer Papiermühle und einer Schießpulverfabrik. Ab etwa 1750 ging Pamplona daran, die Stadt moderner zu gestalten.
Eine günstige konjunkturelle Situation in dieser Zeit bewirkte Belebung. Studierende kamen zu einer Hochschule, der 1619 entstandenen Universität Santiago, an der bis 1771 Philosophie und Theologie unterrichtet wurde oder um ab 1757 im Hauptkrankenhaus im Fach Medizin fundierte Kenntnisse zu erlangen.

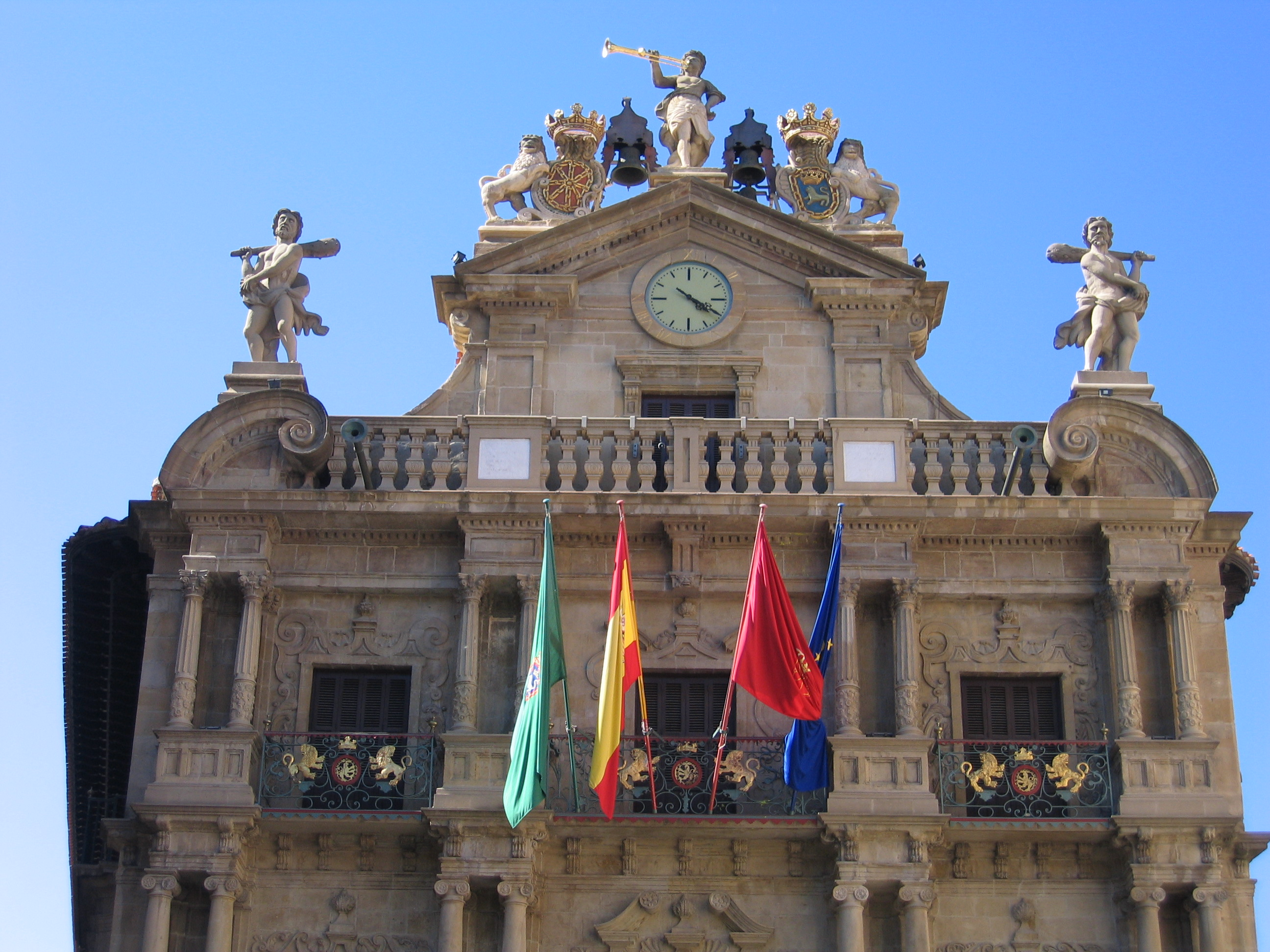
Rathaus (Detailansicht)

Während des 18. Jahrhunderts wurden einige schöne Paläste in der Hauptstadt Navarras gebaut, etwa  das „Casa Consistorial“ (Rathaus). Weil das alte Rathaus dem Verfall nahe war, wurde es abgerissen und in den Jahren zwischen 1753 und 1759 trat der heutige Bau an seine Stelle. Das Gebäude wurde ursprünglich von Juan Miguel de Goyeneta entworfen, seine Fassade folgt einer 1755 von Jose Zay y Lorda vorgetragenen Alternativlösung. Den Skulpturenschmuck schuf der Bildhauer José Jiménez.

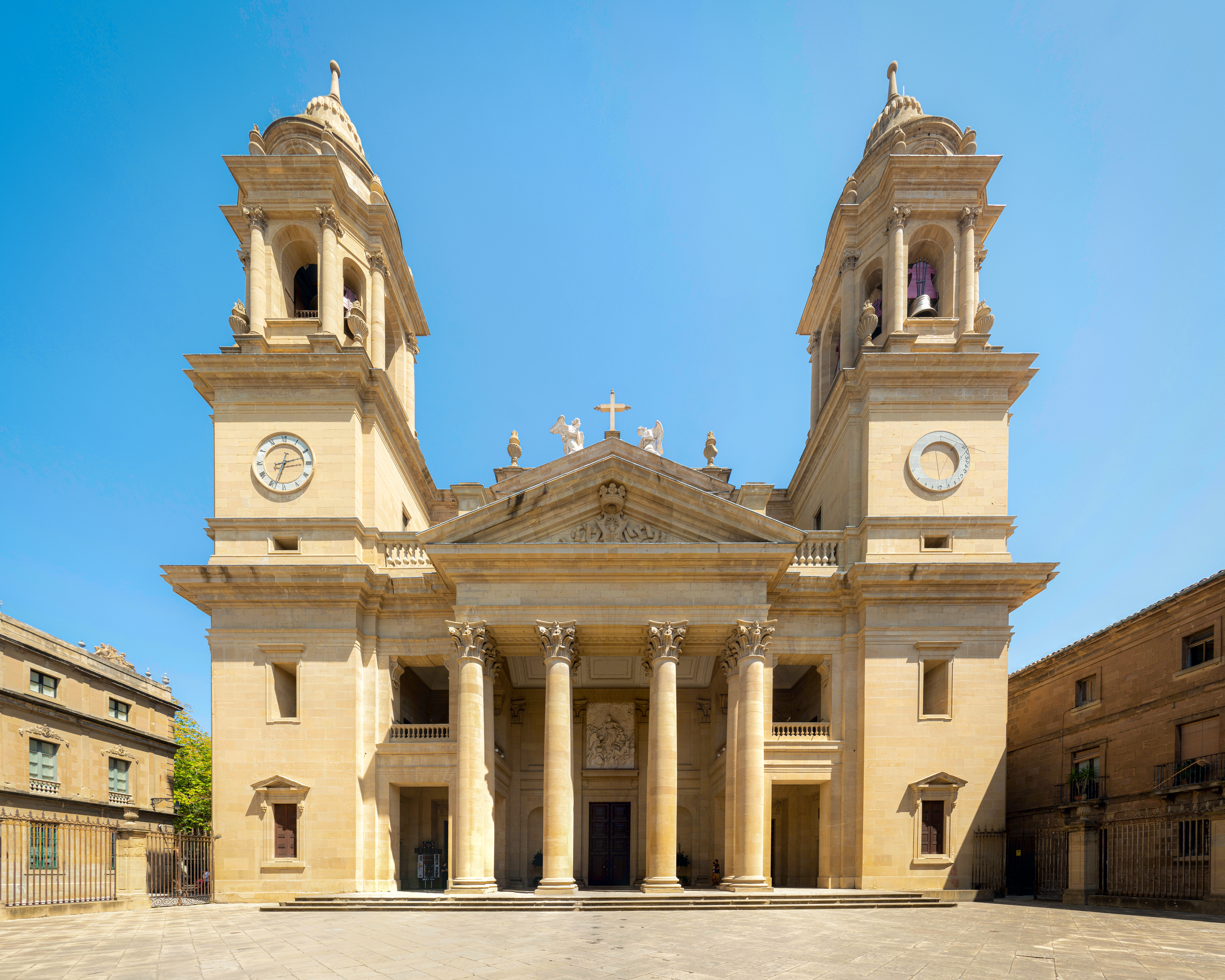
Fassade der Kathedrale

Die neoklassizistische Fassade der Kathedrale wurde nach Entwürfen von Ventura Rodriguez im Jahr 1783 gefertigt.
Die Wasserver- und -entsorgung wurde erneuert. Über ein Aquädukt, entstanden nach Plänen des Architekten Ventura Rodríguez, floss von nun an das kostbare Nass von Subiza in die Stadt. Kanalrohre wurden verlegt und jedes Haus an das Abwassernetz angeschlossen. Die Straßen erhielten einen Pflasterbelag.

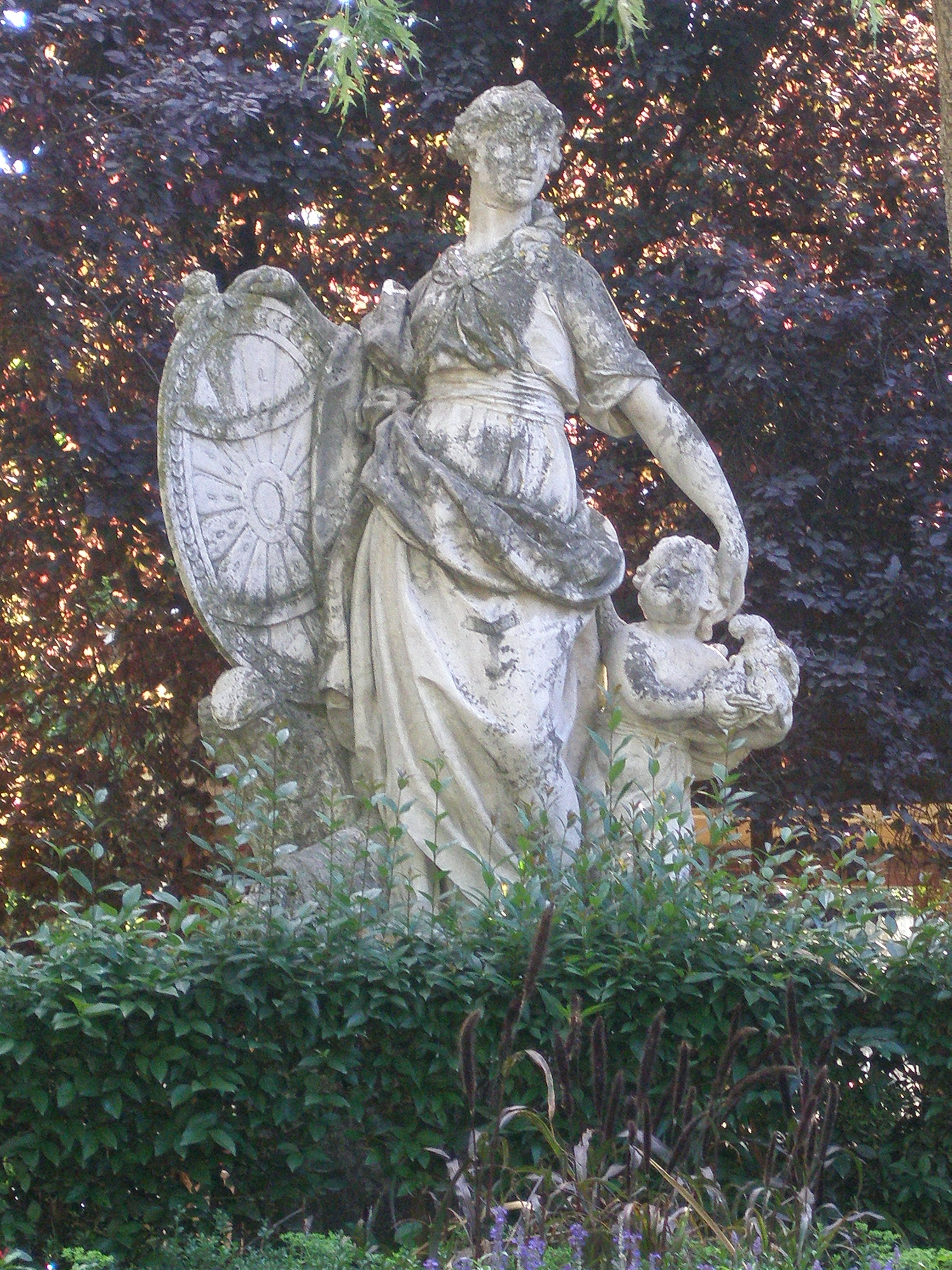
Allegorie des Überflusses, Mariblanca-Brunnen im Taconera-Park, geschaffen von Luis de Paret, 18. Jahrhundert

1788 bis 1798 entstanden auch die von Luis des Paret geschaffenen Brunnen im Stadtbild. Der Santa Cecilia Brunnen, der Neptun-Brunnen, der Obeliskbrunnen und der im Zentrum auf der Plaza del Castillo aufgestellte Brunnen des Überflusses, der Fülle oder Wohlfahrt sollten die Bürger an die technische Großtat der Wasserversorgung erinnern. Der Brunnen auf dem Castillo-Platz wurde 1910 in den Taconera Park verbracht, wo er als „Mariblanca“ noch heute sprudelt.
Die Bürger fingen an, ihre Häuser zu renovieren, der Adel baute sich prächtige barocke Paläste. Auch bei den öffentlichen und kirchlichen Gebäuden wurde in dieser Zeit vieles getan. Die Kirche engagierte sich bereits früh, denn der Bischofspalast wurde in den Jahren von 1734 bis 1740 errichtet.
Durch das Bauverbot außerhalb der Festungsmauern versuchten zahlreiche städtische Verordnungen, einen Rahmen für die Modernisierungen innerhalb der Stadt zu schaffen. Plätze waren mangels Fläche rar, daher gediehen an den Straßenkreuzungen und -einmündungen die so genannten „Plazoletas“ (winzige Plätze). Die hierhin weisende Fassade der Häuser wurde in der Regel hübscher ausgestaltet.
Im Jahr 1777 erschien in der Stadt die spanische Erstausgabe des „Catecismo“, die Übersetzung des Catechismus Romanus der römisch-katholischen Kirche.

## In den Wirren des 19. Jahrhunderts
Die Stadt blieb von den regionalen Kriegen des 19. Jahrhunderts nicht verschont. Während der napoleonischen Kriege besetzten französische Truppen die Stadt im Jahr 1808 und blieben in ihr bis 1813.
Dass man mit einer Schneeballschlacht eine Festung einnehmen kann, wurde 1808 in Pamplona bewiesen. Aufgrund des Abkommens von Fontainebleau, das auf einen gemeinsamen Feldzug gegen Portugal abzielte, rückten französische Truppen in Spanien ein. Der Festungskommandant, der Markgraf von Vallesantoro, ließ die fremden Einheiten jedoch nicht in die strategisch wichtige Zitadelle. Die vor Pamplona lagernden Franzosen schickten also täglich Leute vorbei, um benötigte Lebensmittel aus den dortigen Vorräten zu bekommen. Am 16. Februar 1808 hatte es kräftig geschneit. Einige Franzosen warfen auf das Wachpersonal der Festung Schneebälle. Diese ließen sich das Spiel nicht gefallen, verließen ihren Posten und fingen mit dem Zurückwerfen an. Mitten in dieser Partie waren sie plötzlich von vielen Franzosen umringt, die sie entwaffneten und anschließend in die Zitadelle gelangen konnten.

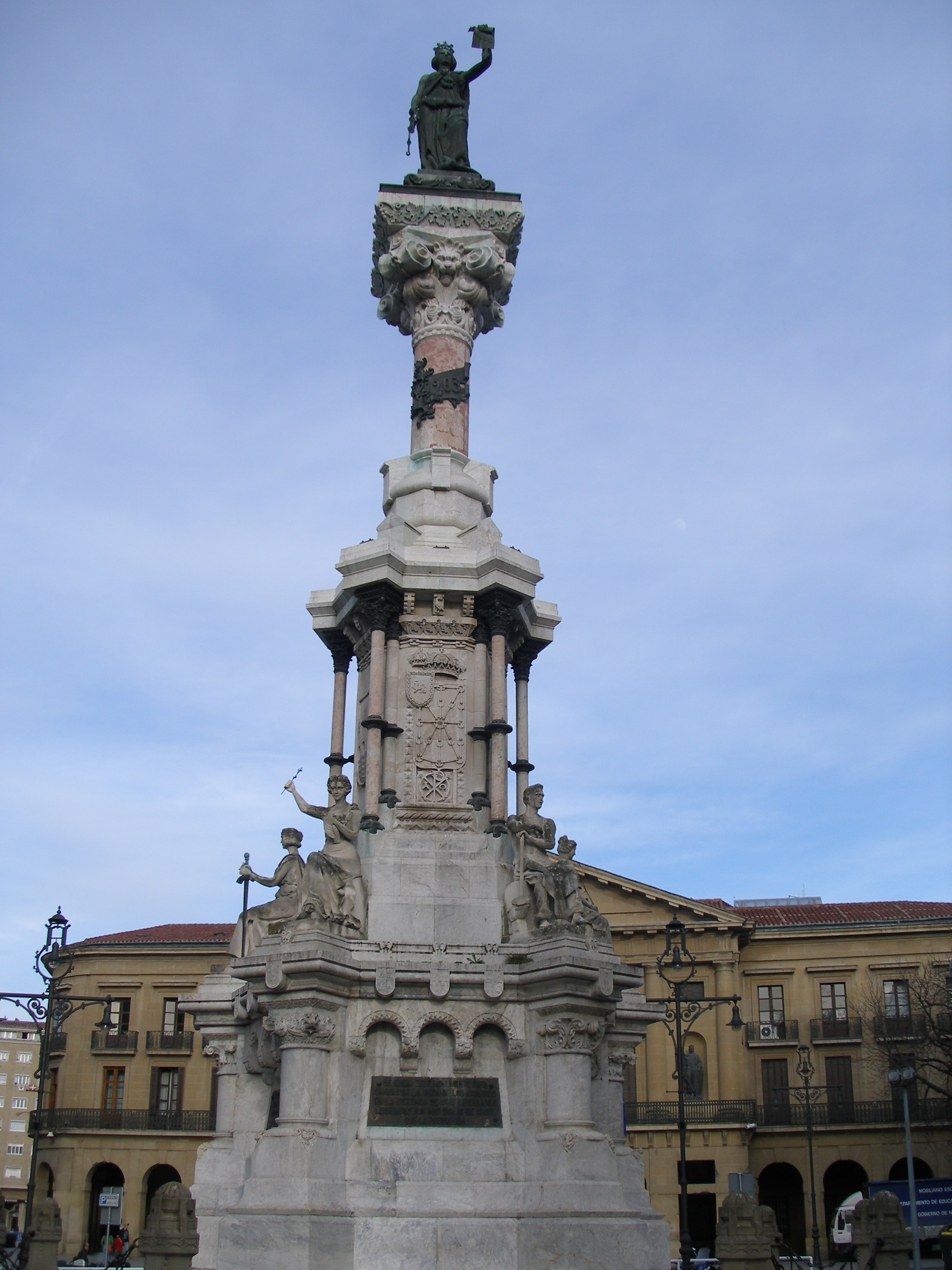
Denkmal der Fueros

Nach dem Spanischen Unabhängigkeitskrieg keimten liberale Ideen in der Politik in Spanien auf und insbesondere Navarra litt unter Konsequenzen aus dem Richtungsstreit. Ein Großteil des Königreiches unterstützte die Carlisten, das waren Verteidiger des Absolutismus und des von alten Privilegien geprägten Regimes. Pamplona stützte jedoch die Liberalen, obgleich ein Teil der Bevölkerung mit der carlistischen Sache sympathisierte. Pamplonas aktives Bürgertum und seine Beamtenschaft suchten nach Raum, um ihre Ideen zur Verbesserung der früheren Privilegien zu finden. Die Madrider Regierung versuchte, Navarras steuerliche Autonomie zu verringern und dagegen wurde eine sehr große Demonstration 1839 in Pamplona abgehalten. Als Symbol widerstrebenden Geistes wurde das Denkmal der Fueros (Privilegien) errichtet. 1841 wurde Navarra durch das Ley Paccionada endgültig in den spanischen Staat integriert, woraufhin auch die Fueros endgültig aufgegeben wurden, dies im Gegenzug gegen weitgehende fiskale Autonomie des Baskenlandes.
Ein im selben Jahr von Leopoldo O’Donnell zugunsten der abgedankten Königin Maria Christina angezettelter Aufstand wurde von den der Madrider Regierung Baldomero Espartero treuen Einsatzkräften zum Scheitern gebracht.
1845 hielt sich Königin Isabella II. mit ihrem Hofstaat einige Tage in Pamplona auf und logierte im Guendulain-Palast, der einer in Amerika zu Reichtum gekommenen Adelsfamilie gehörte.
1875 wurde der Ort von Carlisten erfolglos belagert. Alle spanischen Herrscher waren stets bestrebt, die Festungsanlagen Pamplonas auf neuestem Stand zu halten. Zuletzt entstand im 19. Jahrhundert unter Alfons XII. eine Festung auf dem nahen Berg San Cristóbal.

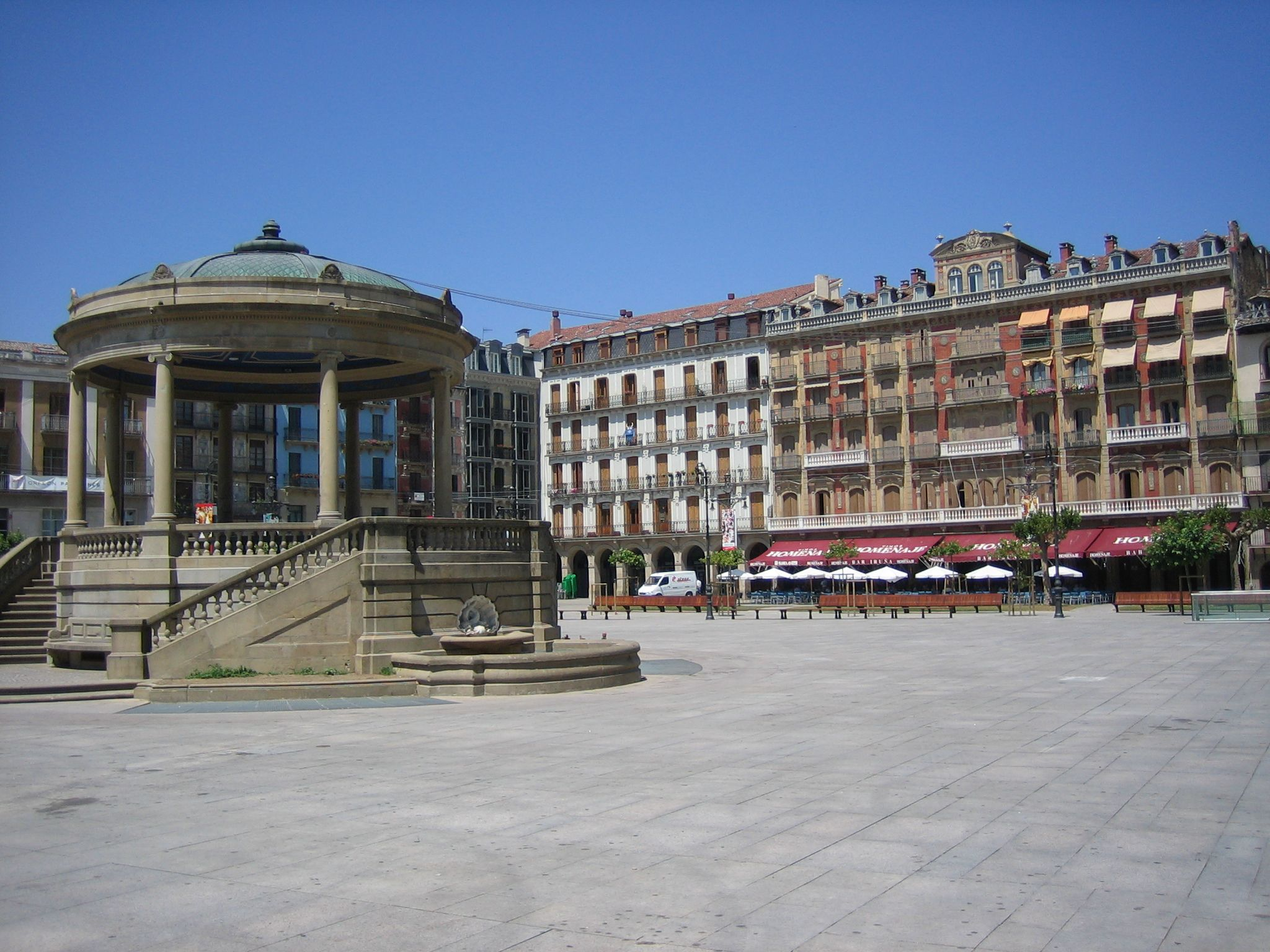
Plaza del Castillo

An der Plaza del Castillo, dem seit dem 14. Jahrhundert üblichen Vergnügungs- und Freizeitbereich der Stadt, eröffneten nach und nach Cafés, beispielsweise 1888 das Café Iruñea. Im selben Jahr konnte nach schwieriger Überzeugungsarbeit mit militärischen Stellen die Stadt Pamplona ihre erste Erweiterung durchführen, immer noch innerhalb der Stadtmauern und auf dem Militär gehörenden Gebiet. Die Bastionen San Antón und La Victoria sowie die Außenschanze Santa Teresa wurden geschleift und die dadurch frei gewordene Fläche bebaut.
Mit der Konstruktion der I Ensanche (wörtlich „Erweiterung eins“) wurden die besten lokalen Architekten beauftragt und sie entwarfen zeitgemäße Projekte für den Bereich. Die Stadt blieb jedoch vollständig ummauert bis zum Jahr 1915, jenem Jahr, in dem einige seiner Mauern zerstört wurden.

## Neuere Geschichte
Die Entwicklung der militärischen Technologie im Ersten Weltkrieg überzeugte die spanische Regierung, dass die Wälle und das Fort von Pamplona überholt waren. Die südlichen Stadtmauern wurden abgerissen und die II Ensanche (zweite Erweiterung) wurde geplant. Ihr Plan folgte dem Modell, das von Ildefons Cerdà für Barcelona entworfen worden war. Seine Blöcke wurden zwischen den 1920er und 1950er Jahren errichtet. Es herrschten fünf bis achtstöckige Wohnanlagen vor.
In Spanisch-Marokko begann am 17. Juli 1936 der Spanische Bürgerkrieg mit dem Staatsstreich des Militärs. In Pamplona gelang es den Putschisten durch die Unterstützung von carlistischen Kräften sehr schnell, die Staatsmacht an sich zu reißen. Am Abend des 18. Juli wurde der Kommandant der Guardia Civil in Navarra, Jose Medel Rodriguez-Briones, der treu zur spanischen Regierung stand, von einem seiner Untergebenen ermordet. Des Weiteren liquidierten die Putschisten den Ortskommandanten der Zivilgarde Major Rodriguez Mendel und den Bürgermeister von Estella, Fortunato de Aguirre Luguin.
Am Tag des Putsches strömten den ganzen Tag carlistische Bauern auf den Hauptplatz der Stadt, um sich als Freiwillige zu melden. Insgesamt 1200 Requetés aus Pamplona zogen daraufhin nach Saragossa. Später brach eine weitere Einheit von 3500 Mann von Pamplona auf, um das Baskenland von Frankreich bei Irun abzuschneiden. In der Region Navarra liquidierten die Nationalisten eine große Anzahl von Republikanern. Laut Heleno Saña entspricht ihre Anzahl der männlichen Stimmen, die die Volksfront bei den Wahlen 1936 erhalten hatte.
In den 1950er und den 1970er Jahren kamen neue Stadtteile hinzu, etwa San Juan, Iturrama und Ermitagaña. Die Stadt erhielt 1973 Anschluss an das Luftverkehrsnetz. Der Flugverkehr findet über den Airport Noáin statt.

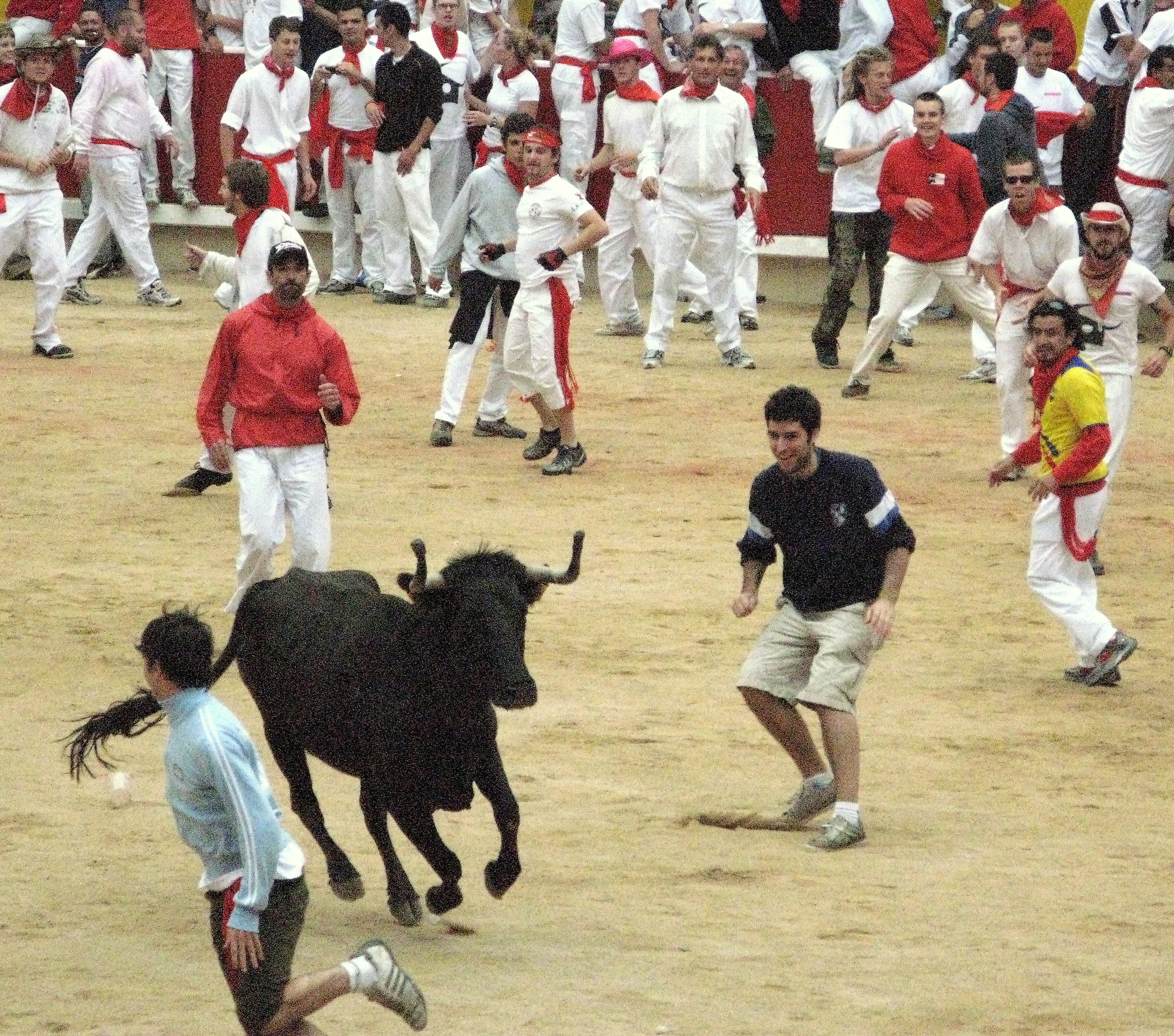
Stierlauf 2007 in der Stierkampfarena

Die traditionelle Feier der Sanfermines zieht jedes Jahr internationales Publikum an, wozu auch Ernest Hemingway mit seinen Erzählungen beigetragen hat. Der Stierlauf durch die Straßen der Stadt in die Stierkampfarena fordert Mutige heraus.
Sozialeinrichtungen, Bildungs- und Gesundheitssystemen, der Sorge um eine günstige Mischung von Gebieten zur Freizeit und wirtschaftlicher Tätigkeit und dem Kommunikationsnetz galt das Augenmerk der Stadtverwaltung in jüngerer Zeit.
Die Stadt ist Heimat zweier Universitäten, der privaten Universidad de Navarra, gegründet 1952 durch Josemaría Escrivá de Balaguer und eine Einrichtung von Opus Dei, sowie der staatlichen Universidad Pública de Navarra, geschaffen durch die Regierung von Navarra im Jahr 1987. Es gibt auch eine lokale Niederlassung der UNED (Universidad Nacional de Educación a Distancia), der spanischen Fernuniversität.